# Els 12 de Comissions

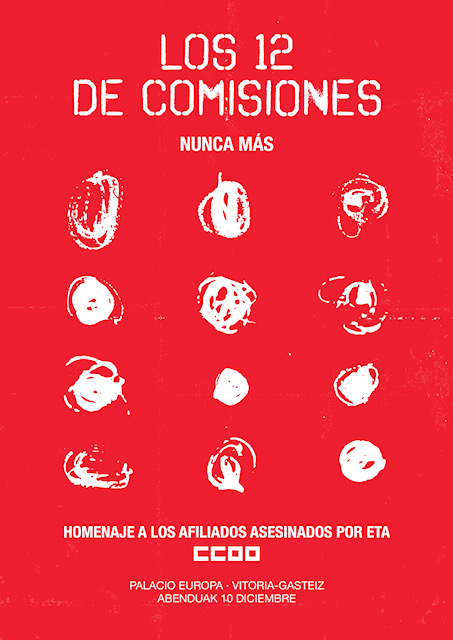
Imatge del cartell de l'acte d'homenatge celebrat a Vitòria, el 10 de desembre de 2021

«Els 12 de Comissions» és el nom amb què es coneix els dotze membres del sindicat Comissions Obreres assassinats per ETA. Aquests membres del sindicat, tots homes, van ser assassinats entre 1978 i 2001, en la majoria dels casos per mitjà d'atemptats preparats i perpetrats contra la persona assassinada. El sindicat CCOO va oferir un acte de reconeixement a aquests dotze membres, el 10 de desembre de 2021, a Vitòria, presidit pel secretari general del sindicat, Unai Sordo, amb el títol de «Els 12 de Comissions. Mai més».

## Els dotze membres
Entre els dotze membres de CCOO assassinats per ETA figuren treballadors de tota mena, com policies municipals, forners, soldadors, periodistes, funcionaris de presons, cuiners, etc.

### Antonio García Caballero

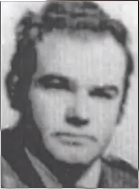
Antonio García

Era policia municipal de Tolosa, conductor de la grua municipal. El 21 de juny de 1978 va ser assassinat pel comando Ganboa d'ETA. En acabar la feina, quan anava cap a casa, tres membres d'ETA li van disparar almenys 14 vegades i nou bales li van causar la mort immediata. Atès que la Confederació Sindical de CCOO celebrava el seu primer congrés general a Madrid, del 21 al 25 de juny, es va guardar un minut de silenci a la seva memòria.

### Francisco Medina Albala

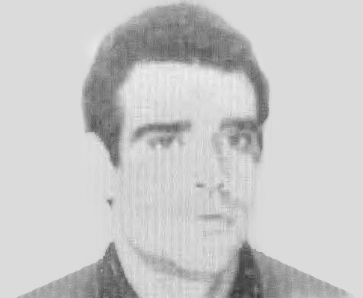
Francisco Medina

Era treballador de la construcció. L'empresa el va enviar a les obres d'uns nous apartaments que s'estaven construint per a la Guàrdia Civil, al barri d'Intxaurrondo de Sant Sebastià. El 22 de juny de 1999, a les 08:00 hores, quan anava amb moto a la seva feina, tres persones que viatjaven en un cotxe el van interceptar i van disparar contra ell, a l'altura del número 44 del carrer Ametzagaina del barri d'Egia. Va morir al mateix lloc.

### Mario González Blasco

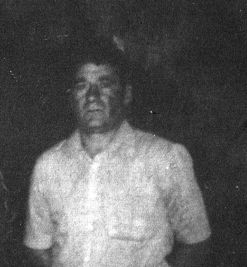
Mario González

Era soldador d'ofici. El 2 d'agost de 1980, cap a les sis del matí, va sortir de la feina a la mina Bodovalle. Un cop finalitzat el seu torn, anava a casa amb un company amb cotxe cap a la Vall de Trápaga. Van ser detinguts per un grup d'encaputxats que, deixant el seu company lligat de mans, van segrestar Mario. A les 13:00, un veí del barri Aginaga d'Eibar va trobar el cadàver de Mario a terra.

### Pedro Conrado Martínez Castaños
Era biscaí, com el seu germà Imanol i Iñaki Ibargutxi Erostarbe. Tots tres treballaven a Giipúscoa, com a venedors a domicili, venent llibres, discos i materials per aprendre euskera. Quan es reunien a Tolosa, acostumaven anar al restaurant Beti Alai. El 24 de juny de 1981, cap a dos quarts de cinc, després d'haver dinat, els tres venedors se'n van anar cap al cotxe. Només pujar-hi, dues persones es van acostar amb sengles metralletes, amb les quals van disparar diverses ràfegues contra les tres víctimes. El seu germà Imanol Martínez i Iñaki Ibargutxi van morir a l'acte. Conrado, per la seva banda, va passar entre la vida i la mort nou llargs mesos a l'hospital Arantzazu de Sant Sebastià, on va morir el 29 de març de 1982. Era membre del Partit Comunista d'Euskadi. Sembla que els membres del comando Goierri d'ETA van confondre els tres venedors amb policies. ETA va negar durant molt de temps que l'atemptat fos obra seva, fins que així ho va reconèixer a l'últim número de la publicació Zutabe de l'organització, el novembre de 2018.

### Cándido Cuña González

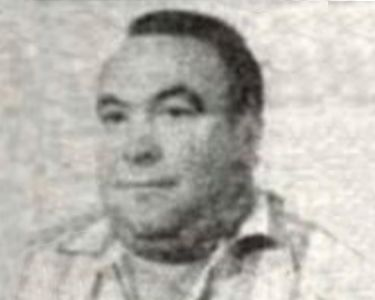
Cándido Cuña

Era forner de professió. En sortir d'un bar de Errenteria, de camí cap a casa, el 20 d'octubre de 1983, a tres quarts de set del vespre, s'hi van acostar dos encaputxats que li van disparar a boca de canó. Cándido jeia a terra quan un dels encaputxats va fer enrere per tornar a disparar. Va ser traslladat d'urgència a l'hospital la Creu Roja, que no va poder sinó certificar la seva mort per dues ferides de bala al cap. Quatre anys abans, el 1979, havia rebut vuit trets d'un altre comando d'ETA, però va aconseguir sortir amb vida. Com en molts altres casos, en assumir l'atemptat, ETA el va acusar de ser «col·laborador» de la policia, ja que havia venut pa a la caserna de Pasaia.

### Félix Peña Mazagatos

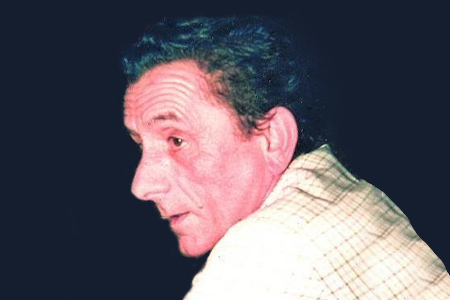
Félix Peña

Era treballador naval a Portugalete. Es trobava amb una amiga a la casa del pueblo de Portugalete, el 25 d'abril de 1987, quan un grup de joves va llançar còctels Molotov a l'interior del local. La roba de Félix Peña va calar foc immediatament, cosa per la qual va patir serioses cremades a la part superior del seu cos. Després de deu dies entre la vida i la mort, va morir a l'hospital de Cruces, a Barakaldo, el 5 de maig. En el mateix atac va morir també la militant socialista María Teresa Torrano França. L'abril del 2003, l'Ajuntament de Portugalete va organitzar un acte en memòria dels dos morts. En un dels murs de la casa del pueblo de Portugalete hi ha una placa commemorativa dels dos morts en aquell atemptat.

### Manuel Pérez Ortega

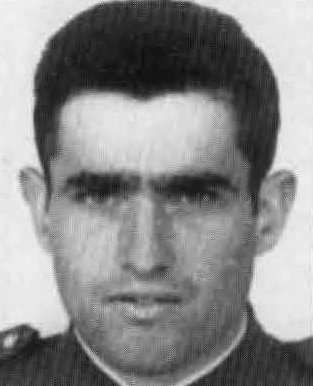
Manuel Pérez

Era funcionari de presons a la presó de Sevilla. El matí del 28 de juny del 1991, hi va arribar un paquet a nom del director, Javier Romero Pastor. Portava al seu interior una bomba que, en esclatar, va matar quatre persones: el mateix Manuel, els presos Donato Calzado García i Jesús Sánchez Lozano, i un familiar que hi havia anat de visita, Raimundo Pérez Crespo. Trenta persones més van ser ferides. Després de l'atemptat, els presos comuns van intentar atacar els sis membres d'ETA i els dos presos del GRAPO que hi havia empresonats. Van haver de ser traslladats d'urgència a altres presons per evitar conseqüències més greus.

### Antonio José Martos Martínez

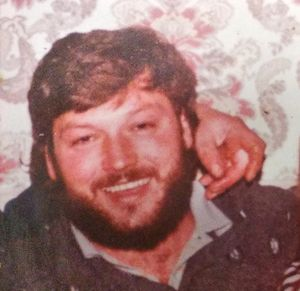
Antonio Martos

Treballava a la construcció. El 19 de març de 1992, a dos quarts de set del matí, un membre d'ETA va trucar al Reial Automòbil Club de Catalunya, anunciant un auto carregat d'explosius en un lloc indeterminat de l'autopista A-18, que havia d'explotar entre les 08:45 i les 09:00. El cotxe estava amagat sota un túnel a Sant Quirze del Vallès. Mentre la policia s'afanyava a buscar-lo, Antonio va passar al costat del cotxe, de camí a la feina, quan va esclatar a les 07:55 del matí. Va morir a l'acte. Era membre del Partit dels Comunistes de Catalunya.

### José Luis López de Lacalle

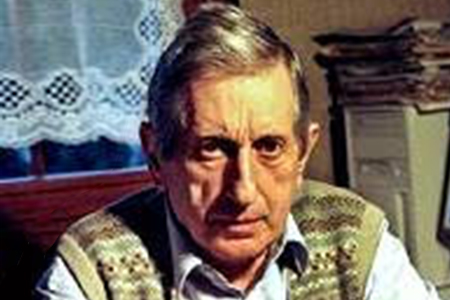
José Luis López de Lacalle

José Luis López de Lacalle era periodista al diari El Mundo. Després de comprar els diaris del dia i esmorzar en una cafeteria, com feia diàriament, de tornada a casa, a Andoain, un membre d'ETA el va matar a trets, el 7 de maig de 2000.

### Juan Mari Jauregi Apalategi

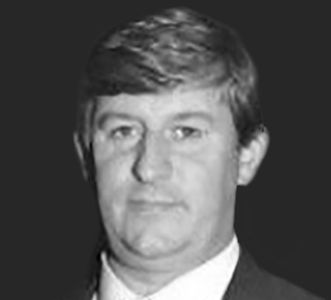
Juan Mari Jauregi

Juan Mari Jauregi va ser governador civil de Guipúscoa des del setembre del 1994 fins al maig del 1996. Quan es va produir l'atemptat vivia a Xile, treballant per a una empresa amb negocis a tot Sud-amèrica. El 29 de juliol de 2000, quan es trobava en una cafeteria de Tolosa, dos homes del comando Buruntza d'ETA se li van acostar i un d'ells li va disparar al cap. Va morir hora i mitja després.

### Máximo Casado Carrera

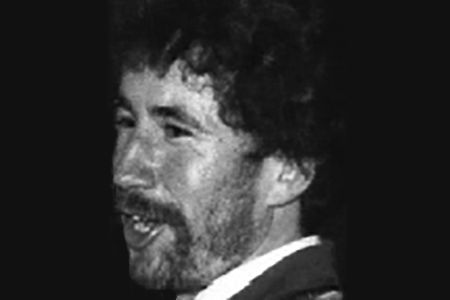
Máximo Casado

Era cap de serveis a la presó de Nanclares de l'Oca, a Àlaba. El dia 22 d'octubre de l'any 2000, cap a les vuit del matí, va sortir de casa per anar a la feina. Al garatge de la casa, quan va accionar la clau per a engegar el motor del cotxe, va esclatar una bomba col·locada per ETA als baixos del vehicle. Va morir a l'acte. Prèviament havia rebut amenaces d'ETA per carta. En honor seu, el 2001, l'ajuntament va anomenar a Vitòria-Gasteiz «Jardins Máximo Casado» un jardí de la ciutat.

### Ramón Díaz García

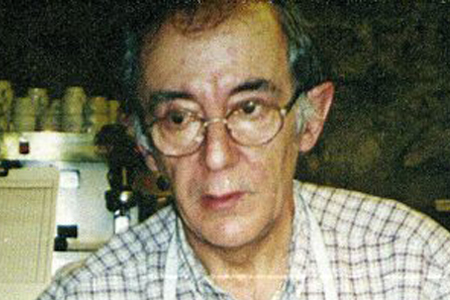
Ramón Díaz

Era cuiner a la Comandància de Marina de Sant Sebastià. Vivia al barri de Loiola; després de sortir de casa, abans d'anar a la feina, es va quedar en un bar fent un cafè. Quan va posar en marxa el seu cotxe, va explotar la bomba que ETA havia col·locat als baixos. Quatre veïns més van resultar ferits. Era una persona molt popular al barri, ja que estava molt implicat en activitats esportives.

## Acte d'homenatge
CCOO va organitzar el 10 de desembre de 2021, al palau de congressos Europa de Vitòria, un acte de reconeixement i homenatge als dotze membres assassinats per ETA, amb el títol de «Els 12 de comissions. Mai més».

### Programa
L'acte va estar presidit pel secretari general del sindicat, Unai Sordo, al qual van acompanyar, a més de nombrosos membres del sindicat, Carmen Maeztu, consellera de Drets Socials del Govern de Navarra; José Antonio Rodríguez Ranz, viceconseller de Drets Humans, Memòria i Cooperació del Govern Basc; i Florencio Domínguez, director del Centre Memorial de les Víctimes del Terrorisme.
Tot seguit de les xerrades institucionals, Juanra Unamuno i Felipe Juaristi van oferir una actuació musical. Després del visionat d'un vídeo, Lourdes Pérez, subdirectora de El Diario Vasco, va tenir una entrevista amb familiars de les víctimes.

### Paraules d'Unai Sordo
A l'acte, Unai Sordo va destacar que era «una obligació moral i sindical» rendir homenatge a la memòria d'aquests dotze membres, ja que «la bandera de la memòria i la deslegitimació de la violència són als arrels de CCOO. Reivindicar la memòria també és mirar un futur en pau, en què ningú torni a justificar un assassinat». El sindicat va lliurar una carta a les famílies dels dotze membres.